# Concatedral de San Antonio de Padua (Békéscsaba)
La Concatedral de San Antonio de Padua  o simplemente Catedral de Békéscsaba (en húngaro: Páduai Szent Antal-társszékesegyház) es el nombre que recibe un edificio religioso que se encuentra en la ciudad de Békéscsaba, en el país europeo de Hungría, donde fue construida en 1910 con un estilo neogótico.

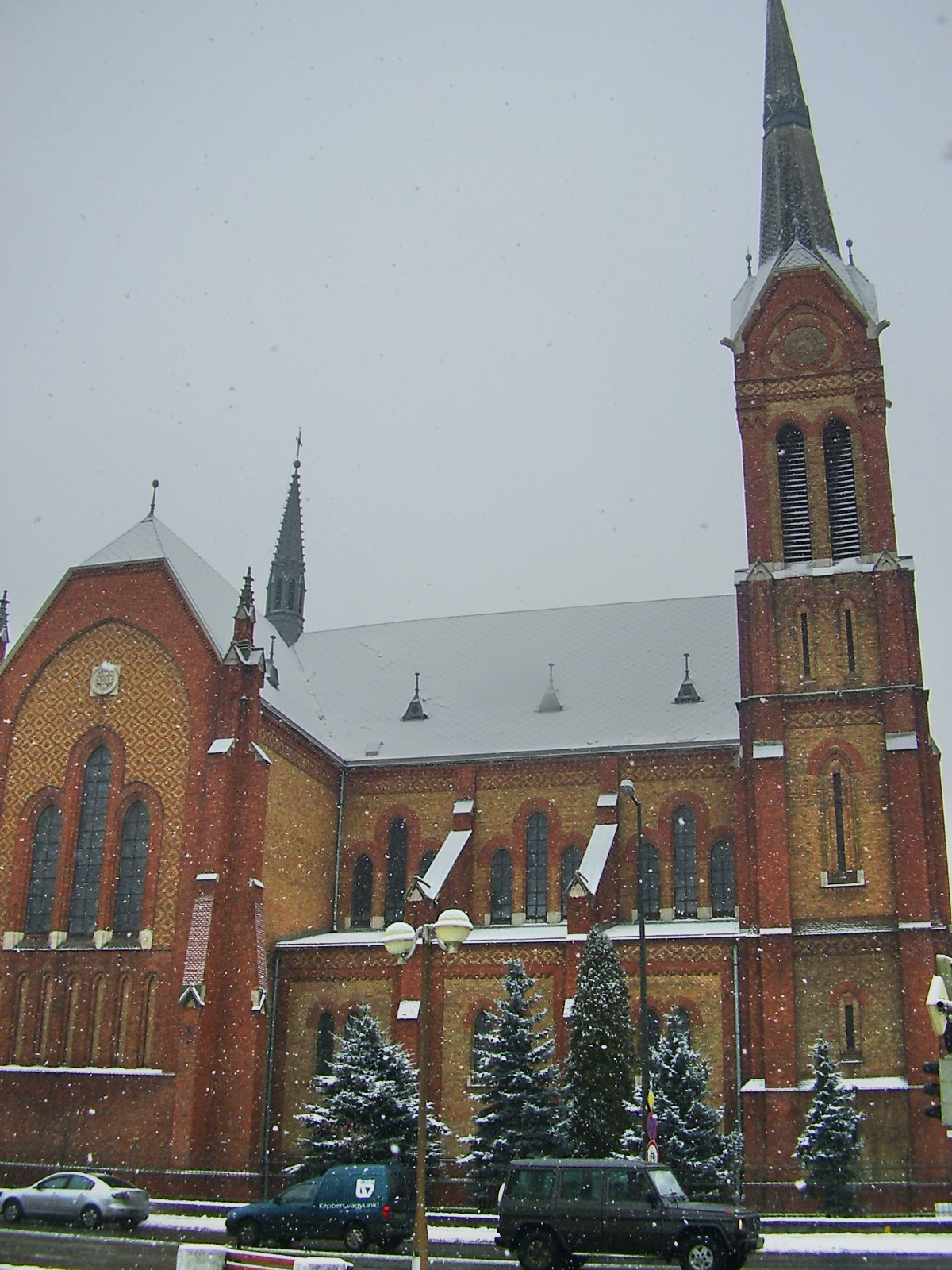
Vista de la Iglesia en Invierno

El templo sigue el rito romano o latino y desde 2010 sirve como la concatedral o catedral alterna de la diócesis de Szeged-Csanád. Es la segunda iglesia más grande de la ciudad después de un iglesia protestante. Su torre alcanza los 61 metros de altura.
Se encuentra bajo la responsabilidad pastoral del obispo László Kiss-Rigó. Fue dedicada a  San Antonio de Lisboa que fue un sacerdote de la Orden Franciscana, predicador y teólogo portugués, venerado como santo y doctor de la Iglesia por el catolicismo.